# TAKASHI UTSUNOMIYA THE BEST 2000-2004
『TAKASHI UTSUNOMIYA THE BEST 2000-2004』（タカシ・ウツノミヤ・ザ・ベスト・ニセン・ニセンヨン）は、2005年3月23日にR and Cからリリースした宇都宮隆の2枚目のベスト・アルバム。

## 解説
2000年から2004年までにリリースされた楽曲を含む第2弾ベスト・アルバム。アルバム未収録のシングルC/W曲が多く収録されている。
ボーナス・トラックとして『Takashi Utsunomiya Tour 2004 “OVERTONE”』より 2004年11月6日に行われたライブ音源2曲が収録。
現在は廃盤となっている。
YOSHIMOTO R and Cからのリリースは本作が最後となった。

## 収録曲
| #         | タイトル                                                                        | 作詞               | 作曲      | 編曲                 | 時間  |
| --------- | ------------------------------------------------------------------------------- | ------------------ | --------- | -------------------- | ----- |
| 1.        | 「道 〜walk with you〜」                                                        | 米倉利徳           | 米倉利徳  | 吉田建               | 4:48  |
| 2.        | 「LOVE-ICE」                                                                    | 前田たかひろ       | 石井妥師  | 西平彰               | 5:41  |
| 3.        | 「The Long Night Is Over」                                                      | 市川喜康           | 市川喜康  | 溝口和彦             | 4:23  |
| 4.        | 「マリア」                                                                      | 川村サイコ         | 石井妥師  | 吉田建               | 4:14  |
| 5.        | 「SING A SONG, miss clear light」                                               | 石井妥師           | BOYO-BOZO | 石井妥師、斉藤光浩   | 4:33  |
| 6.        | 「RUNNING to HORIZON」                                                          | 小室みつ子         | 小室哲哉  | 久保こーじ、中堅工房 | 4:17  |
| 7.        | 「FLUSH」                                                                       | 渡邉美佳、藤井美穂 | MASAKI    | MASAKI               | 4:36  |
| 8.        | 「SET ME FREE」                                                                 | 原田真二           | 原田真二  | 原田真二             | 4:24  |
| 9.        | 「Remedy」                                                                      | 渡辺なつみ         | 河越重義  | 河越重義             | 5:33  |
| 10.       | 「Hello good day」                                                              | 原田真二           | 原田真二  | 原田真二             | 4:43  |
| 11.       | 「perfect」                                                                     | 米倉利徳           | 米倉利徳  | 吉田建               | 4:27  |
| 12.       | 「Stand up! Get up!」                                                           | 小室みつ子         | 浅倉大介  | 浅倉大介             | 4:02  |
| 13.       | 「blue reincarnation」                                                          | 石井妥師           | 石井妥師  | 西平彰、石井妥師     | 4:22  |
| 14.       | 「Be Truth」                                                                    | 渡邉美佳           | MASAKI    | MASAKI               | 5:07  |
| 15.       | 「Accident (from the live “OVERTONE” Nov,6th,2004)」(Bonus Track)               | 松井五郎           | 小室哲哉  | -                    | 5:01  |
| 16.       | 「The Long Night Is Over (from the live “OVERTONE” Nov,6th,2004)」(Bonus Track) | 市川喜康           | 市川喜康  | -                    | 4:29  |
| 合計時間: | 合計時間:                                                                       | 合計時間:          | 合計時間: | 合計時間:            | 74:40 |

## 楽曲解説
1. 道 〜walk with you〜
  - 14thシングル。シングルバージョンはアルバム初収録。
2. LOVE-ICE
  - 11thシングル。
3. The Long Night Is Over
  - ミニアルバム『OVERTONE』収録曲。
4. マリア
  - 14thシングル「道 〜walk with you〜」のカップリング曲。アルバム初収録。
5. SING A SONG, miss clear light
  - 13thシングル「Remedy」のカップリング曲。アルバム初収録。
6. RUNNING to HORIZON
  - 10thシングル。シングルバージョンはアルバム初収録。
7. FLUSH
  - 9thシングル。シングルバージョンはアルバム初収録。
8. SET ME FREE
  - ミニアルバム『OVERTONE』収録曲。
9. Remedy
  - 13thシングル。シングルバージョンはアルバム初収録。
10. Hello good day
  - ミニアルバム『OVERTONE』収録曲。
11. perfect
  - 8thアルバム『wantok』収録曲。
12. Stand up! Get up!
  - 6thアルバム『LOVE-iCE』収録曲。
13. blue reincarnation
  - 12thシングル。
14. Be Truth
  - 9thシングル「FLUSH」のカップリング曲。シングルバージョンはアルバム初収録。
15. Accident (from the live “OVERTONE” Nov,6th,2004)
  - TM NETWORKの3rdシングル。コンサートツアー『TAKASHI UTSUNOMIYA TOUR 2004 OVERTONE』からの音源。
16. The Long Night Is Over (from the live “OVERTONE” Nov, 6th, 2004)
  - コンサートツアー『TAKASHI UTSUNOMIYA TOUR 2004 OVERTONE』からの音源。

## クレジット
- Mastered: 田中三一 (at Bernie Grundman Mastering)
- Art Direction,Design: 高橋伸行, くどうあきひろ
- Photography: 疋田千里
- Recorded: いとうたかし (#15,#16)
- Mixed: 伊東俊郎 (#15,#16) (at ROJAM STUDIO)
- A&R: 和泉かな
- General Producer: 石坂健一郎, 立岡正樹
- Executive Producer: 橋爪健康